# Fomitopsis palustris
Fomitopsis palustris är en svampart som först beskrevs av Berk. & M.A. Curtis, och fick sitt nu gällande namn av Gilb. & Ryvarden 1985. Fomitopsis palustris ingår i släktet Fomitopsis och familjen Fomitopsidaceae.   Inga underarter finns listade i Catalogue of Life.